# 바이오젠
바이오젠(Biogen Inc.)은 미국 매사추세츠주 케임브리지 (매사추세츠주)에 본사를 둔 미국의 다국적 생명공학기술 회사로 전 세계 환자에게 신경 질환 치료 치료법을 발견, 개발 및 제공하는 것을 전문으로 한다. 바이오젠은 아르헨티나, 브라질, 캐나다, 중국, 프랑스, 독일, 헝가리, 인도, 이탈리아, 일본, 멕시코, 네덜란드, 폴란드, 스웨덴 및 스위스에서 사업을 운영하고 있다.

## 같이 보기
- 신경계 질환